# Agenția Spațială Română
L'Agenzia spaziale romena (in romeno Agenția Spațială Română, abbreviato ROSA, dall'inglese Romanian Space Agency) è l'ente pubblico della Romania che coordina i programmi di ricerca nazionali nell'ambito della tecnologia e della ricerca spaziale. Fa parte dell'Autorità nazionale per la ricerca scientifica (ANCS), che a sua volta dipende dal Ministero dell'istruzione e della ricerca.

## Obiettivi
L'obiettivo principale della ROSA è quello di creare le condizioni favorevoli per lo svolgimento di attività di ricerca e sviluppo nel settore spaziale e di coordinare la ricerca di base e applicata nelle attività spaziali e delle applicazioni nei settori di telecomunicazioni, medicina, agricoltura, silvicoltura, tutela ambientale, geologia, meteorologia ecc. La ROSA si assicura anche che la Romania partecipi ai programmi internazionali sulla ricerca spaziale e sull'uso pacifico dello spazio.
L'agenzia ha costruito il primo satellite artificiale romeno, Goliat. Esso è stato messo in orbita il 13 febbraio 2013 con il lanciatore Vega.